# 盧多維科三世·貢扎加
盧多維科三世·貢扎加，被稱為突厥人 (義大利語：il Turco),或稱為盧多維科 (又稱為 盧多維科二世；1412年6月5日—1478年6月12日) ，貢扎加家族的成員，曼切華侯爵（1444年—1478年）。

## 生平
盧多維科三世是吉安弗朗切斯科與妻子佩薩羅領主潘多爾弗四世·馬拉泰斯塔的女兒保拉··馬拉泰斯塔的長子。
追隨其父親吉安弗朗切斯科的道路，早在1432年起就作為一名僱傭兵參加戰鬥，當時吉安弗朗切斯科是僱傭兵隊長弗朗切斯科·布松軍隊的副司令。1433年，盧多維科與神聖羅馬皇帝西吉斯蒙德的侄女勃蘭登堡的芭芭拉結婚。
從1436年開始（也許沒有得到他父親的批准），盧多維科開始為米蘭公爵維斯孔蒂家族效力。結果是吉安弗朗切斯科將盧多維科和他的妻子從曼切華流放，指定弟弟卡洛·岡薩加為繼承人。然而，1438年，吉安弗朗切斯科本人被維斯孔蒂家族聘用，並於1441年與盧多維科和解。盧多維科於1444年繼承曼切華侯爵爵位，儘管部分家族封地歸他的兄弟卡洛·岡薩加、吉安盧西多和亞歷山德羅所有 。當時，經過多年的戰爭和巨額開支，曼切華侯國面積縮小，條件惡劣。
從1445年到1450年，盧多維科為了給他的領地帶來更高水平的和平，他不斷改變效忠對象，先後擔任米蘭、佛羅倫斯、威尼斯和那不勒斯的僱傭兵。1448年，他參加卡拉瓦喬之戰後被迫逃亡。1449年，他加入威尼斯與佛羅倫斯組成的聯盟，對抗米蘭公國。1450年，他獲准在倫巴第為那不勒斯國王阿方索一世率領一支軍隊，目的是為自己奪取一些財產。 然而，新任米蘭公爵弗朗切斯科一世·斯福爾扎誘騙他結盟，並承諾將洛納托、佩斯基耶拉和阿索拉移交給他，這些地區以前是曼切華侯國領土，後來成為威尼斯共和國的一部分。威尼斯的回應是於1452年搶掠斯蒂維耶雷堡，並僱用盧多維科的弟弟卡洛。
1453年3月9日，卡洛·岡薩加·貢扎加率領4,000名士兵入侵其兄長盧多維科三世統治的曼切華侯國領土，佔領卡斯特爾貝爾福泰（當時稱為卡斯特爾博納菲索(Castelbonafisso)）和比加雷洛。盧多維科集結一支由3,000名騎兵和500名步兵組成的軍隊，並與僱傭兵蒂貝里奧·布蘭多里尼(Tiberio Brandolini) 率領的一支米蘭公國軍隊一起，在蒙贊巴諾附近的卡斯特拉羅·拉古塞洛(Castellaro Lagusello) 擊敗了卡洛。盧多維科隨後渡過阿迪傑河追擊撤退的卡洛，並於1453年6月14日在戈伊托附近的維拉博納擊潰卡洛·岡薩加的軍隊。然而，尼可洛·皮齊尼諾領導下的威尼斯軍隊挫敗他奪回阿索拉的企圖。《洛迪和約》（1454年）迫使盧多維科歸還他所有的征服地，並明確放棄他對這三個城市的要求。然而，卡洛於1456年死後無子嗣，盧多維科獲得他弟弟的領地。
曼切華享有盛譽的時刻是1459年5月27日至1460年1月19日在該市舉行的曼切華會議，這次會議是由教皇庇護二世召集的，目的是對幾年前征服君士坦丁堡的奧斯曼土耳其人發動十字軍東征。然而，教皇對主辦城市並不滿意，他寫道：“這個地方沼澤且不健康，炎熱燒毀一切；酒難吃，食物難吃。” 然而，會議結束時，盧多維科獲得巨大的個人聲望，他的兒子費德里科被提升為尊貴的紫色貴族。
從1466年起，盧多維科或多或少地一直為米蘭公爵弗朗切斯科一世服務。1478年，他在戈伊托的一場瘟疫中去世。他被埋葬在曼圖亞大教堂。